# Berscheid
Berscheid – miejscowość i gmina w Niemczech, w kraju związkowym Nadrenia-Palatynat, w powiecie Eifel Bitburg-Prüm, wchodzi w skład gminy związkowej Südeifel. Do 30 czerwca 2014 wchodziła w skład gminy związkowej Neuerburg. Liczy 67 mieszkańców (2009).

## Historia
Pierwsza wzmianka o miejscowości pochodzi z XII wieku, wówczas jako Bersheit. Na przestrzeni dziejów nazwa ulegała zmianom i tak w 1252 było to Berlynseit, w 1311 Berlesheit, w 1570 Bereßscheid i w 1654 Berschedt.

## Polityka
Rada gminy składa się z sześciu członków oraz wójta jako przewodniczącego.

## Transport
Przez Berscheid przebiega linia autobusowa nr 422, na której autobusy kursują jedynie w dni robocze.
Najbliższą drogą krajową jest odległa o pięć kilometrów na południowy wschód droga B50. Najbliższa stacja kolejowa znajduje się w Diekirch, w Luksemburgu.

## Zabytki
- kościół pw. św. Bernarda (St. Bernhard), wybudowany w 1773, w latach 1808–1836 było to kościół parafialny